# Dystrykt Chedepo
Dystrykt Chedepo – dystrykt w hrabstwie River Gee, we wschodniej części Liberii. 
Położony jest 310 km na wschód od stolicy kraju – Monrovii, oddalony 30 km od siedziby administracyjnej hrabstwa River Gee, miasta Fish Town.  

## Demografia
Według spisu ludności z 2008 roku jednostka liczyła sobie 11 166 mieszkańców. Natomiast według spisu ludności przeprowadzonego w 2022 roku, dystrykt ma populację liczącą 12 008 mieszkańców, co czyni go piątym co do wielkości zaludnienia dystryktem w hrabstwie.
Dane z 2008:
| Opis      | Ogółem | Ogółem | Mężczyźni | Mężczyźni | Kobiety | Kobiety |
| --------- | ------ | ------ | --------- | --------- | ------- | ------- |
| Jednostka | osób   | %      | osób      | %         | osób    | %       |
| Populacja | 11 166 | 100    | 5 816     | 52,1      | 5 350   | 47,9    |

Dane z 2022:
| Opis      | Ogółem | Ogółem | Mężczyźni | Mężczyźni | Kobiety | Kobiety |
| --------- | ------ | ------ | --------- | --------- | ------- | ------- |
| Jednostka | osób   | %      | osób      | %         | osób    | %       |
| Populacja | 12 008 | 100    | 6 123     | 50,1      | 5 885   | 49,9    |

## Sąsiednie dystrykty
Gbeapo, Gilo-Twarbo, Jeadepo, Karforh, Konobo, Potupo, Putu